# رهاب اللذة
رُهاب اللَّذَّة أو خواف اللذة (الاسم العلمي: Hedonophobia) وتنطق حرفيًا هدنوفوبيا، هو الخوف المُفرط أو النفور من الحصول على اللذة (أو المُتعة). قد تكون الخلفية المزعومة لبعض هذه المشاعر المرتبطة ناتجةً عن الشعور المتعلق بالمساواة، حيث يشعر المرء بإحساسٍ بالتضامن مع الأفراد في البلدان ذات مؤشر التنمية البشرية الأدنى. بالنسبة للآخرين، فإنَّ التفكير المتكرر بأنَّ بعض الأشياء أفضل من أن تكون حقيقة قد أدى إلى تأصلهم في الشعور بأنه لا يحق لهم الشعور بالرضا أكثر من اللازم. قد يحدث في بعض الأحيان بسبب التنشئة الدينية التي يشيع فيها الزُهد.
يُعرَّف رهاب اللذة رسميًا على أنه الخوف من تجربة اللذة والمتعة. يعود أصل الكلمة الإنجليزية (Hedonophobia) إلى كلمة "Hedon" أو "hedone" من اللغة الإغريقية، وتعني"لذَّة" + "phobia”، وتعني"رُهاب" (خوف مرضي) . يُؤدي رهاب اللذة إلى عدم القدرة على الاستمتاع بتجاربٍ مُمتعة، وغالبًا ما يكون مرضًا مزمنًا. يرتبط تشخيص الحالة عادةً بسن النضج في كل بلدٍ توجد به المتلازمة. مثلًا، في الولايات المتحدة، يجب أن يكون عمر الشخص 18 عامًا ليُعد بالغًا، بينما في كندا يجب أن يكون عمره 18 أو 19 عامًا، وذلك اعتمادًا على مقاطعة الإقامة. أما على الصعيد العالمي، فتتراوح الأعمار من (+/-) من 12 إلى 24 عامًا، وتحدد بشكلٍ أساسيٍ من خلال الممارسات الأخلاقية التقليدية للمجتمعات السابقة[بحاجة لتوضيح]. تتضمن أعراض الحالة، القلق الشديد ونوبات الهلع والخوف الشديد، والتي قد تنتج عن توقع أي نوعٍ من اللذة. قد يؤدي توقع أو معارضة اللذة في مرحلةٍ مستقبليةٍ إلى هجمات.
يُوجد لدى المصابين برهاب اللذة نوعٌ من الذنب تُجاه الشعور باللذة أو تجربة أحاسيس ممتعة؛ وذلك بسبب الخلفية الثقافية أو التعليم (سواء ديني أو ثقافي) الذي يتجنب المساعي المُمتعة، ويُعدها تافهة أو غير مناسبة. يرتبط الشعور بالذنب الاجتماعي في كثيرٍ من الأحيان بالاستمتاع بينما يعاني الآخرون، وهو أمرٌ شائعٌ بالنسبة لأولئك الذين يشعرون بأنهم غير مستحقين أو لديهم مشكلاتٌ تتعلق بالقيمة الذاتية للعمل من خلالها. كذلك، هناك شعور بأنه لا ينبغي منحهم الملذات بسبب قلة أدائهم في الحياة، ولأنهم قاموا بأشياء تُعد خاطئة أو غير مستحقة.
لتحديد عمق التشخيص لأولئك الذين يعانون من رهاب اللذة، فإنَّ الخلفية تُعد أمرًا بالغ الأهمية. مثلًا، عندما يتعلم الطفل أنَّ أخلاقيات العمل القوية هي كل ما يجعله يستحق الأشياء الجيدة في الحياة، يُصبح الشعور بالذنب حافزًا للابتعاد عن اللذة عندما يبدأ في تجربتها. يتعلم الفرد أنَّ الملذات سيئة، وأن الشعور بالرضا ليس مقدسًا مثل التعاطف مع أولئك الذين يعانون.
يُعد العلاج المعرفي السلوكي نهجًا فعالًا لحل المعتقدات السابقة التي تؤثر على استجابات المريض الحالية لمختلف المواقف. يكون الدواء ضروريًا فقط عندما يكون هناك تدخل في الأداء اليومي الطبيعي للشخص. يستخدم المصابون بهذه الحالة تقنياتٍ مُختلفة للإخفاء أو التمويه أو إخفاء نفورهم من اللذة.[بحاجة لمصدر طبي] يُعاد تأسيس أي علاقةٍ تتضمن أشياء ممتعة، وذلك عندما يتعلم المريض أنه لا يستحق أي شيء ممتع، أو أنه يستحق فقط عكس تلك الأشياء الممتعة.